# Отбасы банк
АО «Жилищный строительный сберегательный банк „Отбасы банк“» (до 20 декабря 2020 года -  АО «Жилищный строительный сберегательный банк Казахстана») — казахстанский специализированный банк, реализующий систему жилищных строительных сбережений. Головной офис находится в Алма-Ате.
По состоянию на 1 января 2018 год имеет  26 самостоятельных подразделений, 14 областных и 3 городских филиалов, 15 центров обслуживания и 7 точек обслуживания.

## Собственники и руководство
С августа 2013 года АО "Национальный управляющий холдинг "Байтерек" является Единственным акционером Банка со 100% правами владения и пользования государственным пакетом акций. C 2013 года 7 830 000 (семь миллионов восемьсот тридцать тысяч) простых акций Банка находятся в собственности акционерного общества "Национальный управляющий холдинг "Байтерек".
АО "Национальный управляющий холдинг "Байтерек" создано в соответствии с Указом Президента Республики Казахстан от 22 мая 2013 года № 571 "О некоторых мерах по оптимизации системы управления институтами развития, финансовыми организациями и развития национальной экономики" и постановлением Правительства Республики Казахстан от 25 мая 2013 года № 516 "О мерах по реализации Указа Президента Республики Казахстан от 22 мая 2013 года № 571".
Одной из ключевых задач АО "Национальный управляющий холдинг "Байтерек" (далее – Холдинг) является обеспечение эффективного и взаимодополняющего функционирования группы компаний Холдинга.
Председатель совета директоров — Шарлапаев Канат Бисимбаевич. Председатель правления — Ибрагимова Ляззат Еркеновна.

## О банке
У каждого государства — свои стратегические цели и задачи. Для Казахстана одним из важных направлений социальной политики является обеспечение граждан доступным и качественным жильем. Экономический рост и социальная ориентированность государства стали базой для становления системы жилищных строительных сбережений (ЖСС), которая регламентирована Законом РК "О жилищных строительных сбережений в РК" от 7 декабря 2000 г.
является единственным банком в стране, реализующим систему жилищных строительных сбережений. Система ЖСС направлена на улучшение жилищных условий населения через привлечение денег вкладчиков в жилищные строительные депозиты и предоставления им жилищных займов.
В июле 2003 г.  получил свидетельство о государственной регистрации юридического лица. И в сентябре того же года была проведена масштабная работа по развитию филиальной сети банка и привлечению вкладчиков на жилищные строительные депозиты.
В 2005 году банком был выдан первый заём — это был промежуточный заём. В 2006 году банк вышел на безубыточную деятельность и выдал первый жилищный заём. В 2007 году банком были получены рейтинги международного рейтингового агентства Moody’s. Также Жилстройсбербанк первым из казахстанских банков получил сертификат соответствия системы менеджмента качества ISO9001:2000. Сертификат ежегодно подтверждается внешним независимым сертификационным органом.
В дальнейшем масштаб участия  в государственных и отраслевых программах значительно расширился. Кроме того, банк приступил к сотрудничеству с частными застройщиками по реализации жилья через систему жилстройсбережений.
На 01.04.2022 года сбережения вкладчиков составляют 1 788 млрд. тенге. За текущий год заключено 202 тыс. договоров о ЖСС с договорной суммой 755 млрд. тенге, предоставлено 16,8 тыс. займов на сумму 279 млрд. тенге. Действующий кредитный портфель составляет 2 223 млрд. тенге.
Банку предоставлены кредитные средства из национального фонда и государственного бюджета на сумму 629 млрд. тенге, по состоянию на 01.04.2022 года из выделенных средств освоена сумма 541 млрд. тенге.
Министерством финансов Республики Казахстан выделены Банку средства:
- на общую сумму 363 млрд. тенге для выдачи предварительных и промежуточных жилищных займов участникам Программы жилищного строительства «Нурлы жер». По состоянию на 01.04.2022 года из выделенных средств освоена сумма 294 млрд. тенге.
АО "НУХ Байтерек" выделены Банку средства:
- на общую сумму 232 млрд. тенге для выдачи предварительных и промежуточных жилищных займов участникам Программы жилищного строительства «Нурлы жер». По состоянию на 01.04.2022 года из выделенных средств освоена сумма 216 млрд. тенге.
Акиматом города Алматы выделены Банку бюджетные средства:
- на сумму 26,2 млрд. тенге для выдачи предварительных и промежуточных жилищных займов участникам программы "Алматы жастары". На сегодня выделенная сумма освоена в полном объеме.
- на сумму 5,8 млрд. тенге для выдачи предварительных и промежуточных жилищных займов участникам программы «Бақытты отбасы». По состоянию на 01.04.2022 года из выделенных средств освоена сумма 3,7 млрд. тенге.     
Акиматом города Нур-Султан выделены Банку бюджетные средства:
- на сумму 80 млн. тенге для выдачи предварительных жилищных займов. На сегодня выделенная сумма освоена в полном объеме.
- на сумму 1,7 млрд. тенге для выдачи предварительных жилищных займов в рамках программы Елорда жастары. По состоянию на 01.04.2022 года из выделенных средств освоена сумма 1,3 млрд. тенге.
На протяжении всей своей деятельности  постоянно совершенствует свои услуги и качество их предоставления. По срокам накопления депозитные программы банка варьируются от 3 до 15 лет, а сроки предоставления жилищного займа — от 6 до 25 лет. Необходимо отметить, что государство обеспечивает финансовую поддержку системы жилищных строительных сбережений путем выплаты премий вкладчикам по депозитам Отбасы банка. Ежегодная премия государства установлена в размере 20% от суммы поощряемого вклада (но не более 200 МРП).
стремится обеспечить широкий охват экономически активного населения страны для участия в системе жилищных строительных сбережений, сохраняя принципы надежности, доверия, прозрачности и высокого качества во взаимоотношениях с клиентами и партнерами.
Организационная структура банка включает в себя Центральный Аппарат в г. Алматы и 17 региональных филиалов.

## Показатели
В 2018 году банк занял 5 позицию по объему ссудного портфеля среди банков второго уровня Республики Казахстан.

## Продукты
- 1 февраля 2005 года запускается новый банковский продукт – детский депозит[7][8].
- 1 августа 2017 года запущена единая тарифная программа «Баспана»[9].
- Пилотная программа «5-10-20». Для ее реализации из госбюджета только на этот год выделяется 210 млрд тенге. Из них первая часть в размере 90 млрд уже направлена в Жилстройсбербанк. На эту сумму планируется обеспечить жильем до 8 тысяч семей, заявили в фининституе. Претендовать на льготную ипотеку по 5% годовых могут лица, имеющие 10% первоначальной суммы от стоимости жилья. На первом этапе квартиры будут распределяться тем, кто состоит на учёте в местных исполнительных органах с 1986-го по 2010 год включительно. Отметим, что сейчас в очереди на жилье при акиматах числятся более полумиллионов казахстанцев.[10][11][12][13]

## Сервисы
В сентябре 2017 года был запущен портал недвижимости «Баспана.kz».
В мае 2017 года стал доступен способ оплаты с помощью QR-кода.
В июле 2018 года  банк запустил  новый сервис – видеоконсультация .

## История
В 2003 году был создан АО «Жилищный строительный сберегательный банк Казахстана» на основании постановления Правительства Республики Казахстан  - «О создании жилищного строительного сберегательного банка» .
В 2003 году председателем  правления банка назначена Наурызбаева Нурбуби Серекхажиевна.
В 2007 году получен сертификат соответствия системы менеджмента качества Международной организации по стандартизации.
В 2009 году единственным акционером Банка стал АО «Фонд национального благосостояния «Самрук-Казына».
С апреля 2011 года на основании постановления правительства  Казахстана - единственным акционером банка стал  комитет государственного имущества и приватизации Министерства финансов Республики Казахстан. 
С октября 2011 года на основании указа президента Казахстана - единственным акционером Банка становится Агентство РК по делам строительства и жилищно-коммунального хозяйства.
С августа 2013 года единственным акционером банка стал АО «Национальный управляющий холдинг «Байтерек».
В октябре 2013 года председателем правления банка назначен Жумагулов Айбатыр Нышанбаевич .
В марте 2014 года вошел в Европейскую Федерацию строительных сберегательных касс (ЕФССК) в качестве члена-корреспондента. 
С 2014 года член Международного союза жилищного финансирования. 
23 сентября 2017 года председателем правления банка назначена Ибрагимова Ляззат Еркеновна. 
В ноябре 2018 года Жилстройсбербанк заключил соглашение с Международной финансовой корпорацией о разработке новых кредитных продуктов». 
25 мая 2020 года было объявлено, что Жилстройсбербанк (ЖССБ) будет преобразован в Отбасы банк до 1 января 2021 года.   
21 сентября 2020 года председателем совета директоров банка избран Ускенбаев Каирбек Айтпаевич.   

## Достижения
В 2011 году номинирован рейтинговым агентством  «Эксперт»  в рамках конкурса «Лучшие годовые отчеты 2011 года». 
В 2015 году банк занял первое место в «Народном рейтинге банков» по версии информационного портала «NUR.KZ».

## Социальная инициатива
В августе 2016 года топ-менеджмент банка анонсировал проведение  периодических, региональных встреч с вкладчиками.
В декабре 2016 года банк принимает участие в государственной программе программы «Нурлы жол» и успешно реализует  220 социальных квартир.